# Deliberativ
Der Deliberativ (von lat. deliberatio, „Überlegung“ zu lat. deliberare, „erwägen, überlegen; sich entscheiden, beschließen“) ist eine semantische Funktion des Modus Konjunktiv der Verben z. B. im Lateinischen (conjunctivus deliberativus), die eine überlegende Rückfrage als Reaktion auf eine Aufforderung ausdrückt.
Beispiel:
- Du sollst das tun! – Soll ich das tun?

- Latein: Konjunktiv Präsens: Quid faciam? „Was soll ich machen?“